# Megacyllene patruelis
Megacyllene patruelis är en skalbaggsart som först beskrevs av Louis Alexandre Auguste Chevrolat 1862.  Megacyllene patruelis ingår i släktet Megacyllene och familjen långhorningar.
Artens utbredningsområde är Uruguay. Inga underarter finns listade i Catalogue of Life.